# 精进
精进，又譯勤，音譯毗梨耶，佛教术语，意指身体力行善法、勤断恶根，对治懒惰松懈。為六度、七覺支與八正道之一。它也是一種心所，被列入大善地法之一。

## 概論
精進是由於對善業的希望愛好 ，產生一種向上的力量，具備勇敢無懼的特質。它的相反為懈怠。
當過度精進，缺少三摩地來平衡，會產生掉舉。

## 分类
- 《大智度论》把精进分为两类：包括身精进与心精进两种。身精进为身体力行善法；心精进则是勤断悭贪[1]。
- 《瑜伽师地论》则分为五类[4]：

1. 被甲精进
2. 加行精进
3. 不下精进
4. 无动精进
5. 无喜足精进

## 相关
- 六度
- 八正道